# 宗像地方
宗像地方（むなかたちほう）は、福岡県の北九州市と福岡市の中間にある地域（北部筑前地区）の呼称。宗像市・宮若市・古賀市などがある。また、7世紀中頃に設置された神郡のひとつだったことから神郡（かみのさと）という美称で呼ばれることもある。この地域呼称は福岡県の定義ではない。福岡地方東部から北九州地方西部、筑豊地方北部に跨る地域である。

## 宗像地方の範囲

### 古代の宗像地方の広義的範囲
- 宗像市・福津市・古賀市・宮若市・遠賀郡芦屋町・遠賀郡岡垣町・鞍手郡鞍手町・糟屋郡新宮町（場合によっては、水巻町・その他の糟屋郡も含む）

※この記事では広義的な意味での古代の宗像地方を扱う。基本的には、宗像市・福津市が宗像地区、中間市・遠賀郡が遠賀地区、宮若市・鞍手郡が直方市と共に鞍手或いは直鞍地区、古賀市・糟屋郡が糟屋地区とされる事が多い。
北九州市と福岡市の中間地域の通称という考え方も出来る。

### 行政的な区分
- 宗像地区は昭和時代の宗像郡である宗像市・福津市とほぼ一致する。
- 古代では広域的には宗像・糟屋地区或いは宗像・鞍手地区の略称として用いられる場合がある。
- この地域は福岡県が定義したものではなく、県の定義する4地方に区分する場合、宗像・糟屋地区は福岡地方、遠賀地区は北九州地方、直鞍地区は筑豊地方に属する。

### 歴史的区分
- 古代宗像郡（現在の宗像市・福津市・古賀市・宮若市西部・新宮町・岡垣町波津地区・飯塚市幸袋地区）
  - 一説によれば一時期は木屋瀬を除く北九州市西部・中間市・遠賀郡を含んでいたとされるという解釈がインターネット上ではあった[要出典]が、該当地域は御牧郡（現・遠賀郡）として宗像郡と同時に設置されており、分郡の意味を取り違えたものである。但し御牧郡は古代は宗像大宮司家の勢力下にあった。
- 大化元年（645年）大化の改新により宮若市西部地域は宗像郡とされた。宗像郡に属する郷で辛家郷は旧若宮町水原周辺、荒木郷は旧宮田町有木地区とされる。
- 戦国時代の宗像大宮司家領（宗像市・福津市（西郷地区を除く）・岡垣町・宮若市の西半分・鞍手町の半分・芦屋町の半分
- 参考までに宮若市の旧若宮町地区には宗像大宮司家の家臣だったと言われる旧家がかなり存在する。吉田・峯・石松・占部・秋子・安永・荒牧などの各家が代表的である。これら各家は大宮司家滅亡後、帰農していたが江戸時代、福岡藩が立藩した時に郷士として採用され庄屋、組頭などの村役に就任するケースが多かったと言う。

### 経済圏
経済圏では、古賀市、糟屋郡は福岡都市圏に属し、鞍手町・芦屋町・水巻町・中間市は北九州都市圏に属す。宗像市・福津市・宮若市・岡垣町は両都市圏に属しているが、2000年の国勢調査の結果では宗像市・福津市・宮若市旧若宮町は福岡都市圏への流れが優勢、岡垣町・宮若市旧宮田町は北九州都市圏への流れが優勢である。

## 地域の特徴
- 7世紀中頃から神郡のひとつとして栄え、一時九州地方の首都的存在だった[要出典]。
- 遠賀川・犬鳴川・釣川流域では古来より農業が盛んである。
- 響灘・玄界灘に面し、古代から支那大陸や朝鮮半島との貿易が活発だった。
- 四塚連山や犬鳴連山、六ヵ岳などの山々に囲まれていて自然が豊富である。
- 基本的な方言は宗像弁である。ただし、遠賀郡は、北九州弁的要素が非常に強くなり、一部地方では筑豊弁や博多弁も同時に用いられる。
- 基本的に農漁業に偏っているが、宗像市の商業、古賀市・宮若市の工業、玄海・津屋崎・芦屋の観光と、一応のバランスはとれている。
- 北九州・福岡大都市圏の中間に位置し、一定の商業の集積がある。
- 北九州都市圏・飯塚都市圏・福岡都市圏との交流が盛んである。
- 明治時代から1970年代までは、宮若市（旧若宮町は炭鉱は存在していない）・中間市・糟屋郡・鞍手郡・遠賀郡が、筑豊炭田として栄えた。
- 車のナンバープレートは、福岡（古賀・福津・宗像市・新宮町）、北九州（岡垣・芦屋町）、筑豊（宮若市・鞍手町）と異なるが、宗像市・福津市・古賀市と遠賀郡・宮若市・鞍手郡・糟屋郡のいずれかの市町村が協力して宗像ナンバーを作るべきとする意見を衆議院議員の渡辺具能が提唱した。しかし地元が盛り上がりに欠け、かつ渡辺の不祥事が続出し影響力が著しく低下、さらに渡辺の引退により実現は現時点では難しい。

## 主な拠点地区
- 赤間
- 東郷
- 南郷
- 鐘崎
- くりえいと
- 神湊
- 神興
- 勝浦
- 津屋崎
- 福間
- 海老津
- 波津
- 福丸
- 山口
- 宮田
- 中山
- 広渡
- 芦屋
- 山鹿
- 天神
- 下府
- 通谷

## 観光名所

### 神社
- 宗像大社（宗像市）
- 織幡神社（宗像市）
- 八所宮（宗像市）
- 東郷神社（福津市）
- 宮地嶽神社（福津市）
- 高倉神社（岡垣町）
- 岡湊神社（芦屋町）
- 鞍橋神社（鞍手町）
- 若宮八幡宮（旧若宮町）
- 日吉山王宮（旧若宮町）
- 山口八幡宮（旧若宮町）

### 寺院
- 鎮国寺（宗像市）
- 増福院（宗像市）
- 宗生寺（宗像市）
- 成田山不動寺（岡垣町）
- 独鈷寺（新宮町）
- 梅岳寺（新宮町）
- 清水寺（旧若宮町）
- 善光寺（旧若宮町）
- 瑞石寺（旧宮田町）
- 極楽寺（旧宮田町）
- 普光王寺（旧宮田町）
- 清滝寺（古賀市）
- 大善寺（福津市）

### スポーツ施設
- 赤間グローバルアリーナ（宗像市）
- ウェルサンピア福岡（福津市）

### 公園・公共施設
- 宗像ユリックス（宗像市）
- 正助ふるさと村（宗像市）
- 東郷公園（福津市）
- 古賀グリーンパーク（古賀市）
- 剣岳自然公園（鞍手町）
- 芦屋釜の里（芦屋町）
- 宮若運動公園（宮若市）

### 離島
- 筑前大島（宗像市）
- 地ノ島（宗像市）
- 相島（新宮町）

### 山岳・城址
- 城山（宗像市）
- 権現山（新立山）（宗像市・宮若市）
- 西山（鮎坂山）（古賀市・宮若市）
- 猫城跡（中間市）
- 立花山（新宮町・久山町）
- 六ヶ岳（鞍手町・宮若市）
- 岡城跡（岡垣町）
- 金毘羅山（岡垣町）
- 犬鳴山（旧若宮町）
- 菅岳（旧若宮町・篠栗町）
- 鉾立山（旧若宮町・篠栗町）
- 福岡藩主別館跡（旧若宮町）

### 松原
- さつき松原（宗像市）
- 三里松原（岡垣町）

### 海岸
- 津屋崎海岸（福津市）
- 福間海岸（福津市）
- 新宮海岸（新宮町）
- 波津海岸（岡垣町）
- 芦屋海岸（芦屋町）

### 温泉
- 大島温泉（宗像市）
- 脇田温泉（宮若市）
- 所田温泉（宮若市）
- 薬王寺温泉（古賀市）

### 大河
- 遠賀川（芦屋町・遠賀町・水巻町・中間市・鞍手町）

## 文化財

### 国宝
- 福岡県宗像大社沖津宮祭祀遺跡出土品・伝福岡県宗像大社沖津宮祭祀遺跡出土品（宗像市）
- 宮地嶽古墳出土品（福津市）
- 筑前国宮地嶽神社境内出土骨蔵器（福津市）

### 重要文化財
- 宗像神社辺津宮拝殿（宗像市）
- 宗像神社辺津宮本殿（宗像市）
- 横大路家住宅(千年家)（新宮町）
- 長谷寺十一面観音立像（鞍手町）
- 中山不動尊・不動明王二童子像（鞍手町）

### 史跡（国指定）
- 相島積石塚群（あいのしまつみいしづかぐん）〔新宮町〕2001年8月13日
- 桜京古墳（さくらきょうこふん）〔宗像市〕1976年3月31日
- 光正寺古墳（こうしょうじこふん）〔宇美町〕1975年6月26日
- 宗像神社境内（むなかたじんじゃけいだい）〔宗像市〕1971年4月22日
- 竹原古墳（たけはらこふん）〔宮若市〕1957年2月22日
- 古月横穴（ふるつきよこあな）〔鞍手町〕1932年10月19日

### その他の文化財
- 唐津街道赤間宿跡
- 古門窯跡（鞍手町）
- 新延大塚古墳（鞍手町）
- 伊藤常足旧宅（鞍手町）
- 東禅寺梵鐘 県指定文化財（旧若宮町）宗像市朝町の朝町八幡宮鐘と言う説がある。
- 都市八幡宮出土経筒 県指定文化財（旧若宮町）
- 清水寺十一面観音坐像 県指定文化財（旧若宮町）
- 日吉山王宮・兵庫神戸港図大絵馬（旧若宮町）
- 福岡藩家老・大音家陣屋跡（旧若宮町）
- 福岡藩家老・黒田監物屋敷跡（旧若宮町）
- 福岡藩主別館跡（旧若宮町）
- 岩佐又兵衛筆三十六歌仙絵（旧若宮町）
- 福岡藩営朝鮮人参畑跡（旧若宮町） - 寛延元年（1748年）幕府より福岡藩へ朝鮮人参の種子を下賜。犬鳴で栽培。宝暦12年（1762年）幕府に献上。
- 若宮八幡宮宝筐印塔（旧若宮町）
- 烈士・山崎羔三郎墓（旧若宮町）
- 宗像千代松丸・弁ノ前墓（旧若宮町）
- 清水寺観音堂（旧若宮町）
- 島原の乱戦死福岡藩士墓（旧若宮町）
- 鎌倉幕府御家人・尾園家屋敷趾（旧若宮町）
- 小早川隆景墓（宗像市）
- 黒田長政室大涼院墓（旧宮田町）

## 主な教育機関

### 大学
- 福岡教育大学
- 日本赤十字九州国際看護大学
- 東海大学福岡短期大学
- 福岡女学院看護大学

### 高校
- 福岡県立宗像中学校・高等学校
- 福岡県立光陵高等学校
- 福岡県立水産高等学校
- 福岡県立玄界高等学校
- 福岡県公立古賀竟成館高等学校
- 福岡県立新宮高等学校
- 福岡県立鞍手竜徳高等学校
- 東海大学付属福岡高等学校